# Raionul Berîslav (pre-2020), Herson
Berîslav (în ucraineană Бериславський район, transliterat: Berîslavskîi raion) este un raion în regiunea Herson, Ucraina. Reședința sa este orașul Berîslav.

## Demografie
Componența lingvistică a raionului Berîslav
     Ucraineană (89,91%)
     Rusă (9,04%)
     Alte limbi (1,05%)
Conform recensământului din 2001, majoritatea populației raionului Berîslav era vorbitoare de ucraineană (89,91%), existând în minoritate și vorbitori de rusă (9,04%).